# Вальдес, Альберт Оттович
Альберт Оттович Вальдес (эст. Albert Valdes, 1 декабря 1884, Järvakandi manor, Rapla parish — 16 декабря 1971, Тарту) — эстонский советский учёный в области медицины, специалист в области патологоанатомии и морфологии. Заслуженный деятель науки Эстонской ССР (1945).

## Биография
Родился в семье плотника.
В 1916 году окончил Тартуский университет. По окончании преподавал патологическую анатомию там же. С 1930 по 1962 год — заведующий кафедрой патологоанатомии Тартуского университета.
Один из основателей медицинских журналов на эстонском языке. С 1929 по 1944 год был редактором журнала «Eesti Arst».
Разработчик медицинской терминологии на эстонском языке. Вместе с Йоханом-Вольдемаром Вески составил «Латинско-эстонско-русский медицинский словарь» (опубликован в 1982—1983 годах).
Создал научную школу морфологов.